# Москаленчик Ілля Андрійович
Ілля Андрійович Москаленчик (біл. Ілля Андрэевіч Маскаленчык; нар. 4 травня 2003, Лісний, Мінський район, Мінська область, Білорусь) — білоруський футболіст, нападник клубу берестейського «Руху», який виступає в оренді за «Динамо-Берестя».

## Клубна кар'єра
Вихованець берестейського «Динамо», за юнацькі та молодіжні команди якого виступав до завершення сезону 2020 року. На початку січня підписав контракт з іншим берестейським клубом, «Рухом», де виступав за молодіжну команду.
Наприкінці липня 2021 року відправився в оренду до завершення сезону в «Динамо-Берестя». У дорослому футболі дебютував 2 серпня 2021 року в програному (1:3) домашньому поєдинку 18-го туру Вищої ліги Білорусі проти гродненського «Німану». Ілля вийшов на поле на 70-ій хвилині, замінивши Артура Слабашевича. У сезоні 2021 року зіграв 12 матчів у вищому дивізіоні білоруського чемпіонату та 1 поєдинок у кубку Білорусі.

## Кар'єра в збірній
У 2019 році провів два поєдинки у футболці юнацької збірної Білорусі (U-17).